# 扎里奇内 (泰尔努瓦泰市镇)
47°51′5″N 36°10′56″E / 47.85139°N 36.18222°E
扎里奇內（烏克蘭語：Зарічне）是位於烏克蘭東南部的村莊，由扎波羅熱州扎波羅熱区的泰爾努瓦泰市鎮負責管轄。該村處於海丘爾河左岸，距離皮夏内0.5公里，面積3.6平方公里，海拔高度90米，2001年人口14。